# دانيال برينارد
دانيال برينارد (بالإنجليزية: Daniel Brainard)‏ هو جراح أمريكي، ولد في 15 مايو 1812 في Western, New York ‏ في الولايات المتحدة، وتوفي في 10 أكتوبر 1866 في شيكاغو في الولايات المتحدة بسبب كوليرا.